# UnixWare
UnixWare ist ein Unix-Derivat für die Intel-x86-Plattform mit Unterstützung für Multiprozessorsysteme, welches durch das Joint-Venture Univel zwischen Novell und den Unix System Laboratories (USL) auf Basis von UNIX SVR4 entwickelt wurde.

## Entwicklungsgeschichte
Die USL entwickelten ab Ende der 1980er Jahre in Zusammenarbeit mit Sun Microsystems das UNIX System V Release 4.
Univel veröffentlichte die ersten Version im November 1992, welche auf dem Kernel des von den USL entwickelten UNIX System V Release 4.2 basierte.
Novell erwarb im Juni 1993 die restlichen Anteile der USL von AT&T und somit auch Univel vollständig. Die Novell Unix Systems Group wurde geformt und übernahm die Weiterentwicklung.
Im Dezember 1995 erfolgte der Verkauf des Novell-Unix-Geschäftes an die Santa Cruz Operation (die spätere Tarantella, Inc.), deren Unix-Abteilung 2001 durch die Caldera International (seit 2002 SCO Group) übernommen wurde. Anfang 1998 veröffentlichte SCO UnixWare 7, welches ein Konvergenzprodukt aus UnixWare 2 und OpenServer 5 darstellt und auf UNIX SVR5 basiert. Die aus OpenServer bekannten grafischen Manager zur Systemadministration und das OUDK-Entwicklungssystem zählten zu den Neuerungen.
UnixWare 7.1 kam im Jahr 2000 auf den Markt. Zu den neuen Funktionen zählen Webtop, Erweiterungen für Hochverfügbarkeit und verbesserte Java-Unterstützung. Für ausfallsichere Systeme gab es das in Zusammenarbeit mit Compaq entwickelte UnixWare NonStopCluster sowie später eine kleinere Lösung namens UnixWare NonStopCluster+IP. Im Mai 2001 wurde das Unix-Geschäft der SCO von Caldera Systems übernommen. Nach dem Wechsel zu Caldera wurde das in der Entwicklung befindliche UnixWare 7.1.2 in Caldera OpenUnix 8 umbenannt und unter diesem Namen vermarktet. Die enthaltene „Linux Kernel Personality“ erlaubte die performante Ausführung von Linux-Programmen ohne auf Emulation zurückgreifen zu müssen. Nach der Umbenennung von Caldera zu „The SCO Group“ kehrte der Name UnixWare in Version 7.1.3 wieder. Das neue System enthielt verstärkt Portierungen von Open-Source-Programmen und Erweiterungen für Webservices. „UnixWare“ ist eine eingetragene Marke der Open Group und wird von der SCO Group in Lizenz verwendet.

## Ausstattung

### Komponenten
Zum Umfang des Betriebssystems gehören viele Erweiterungen:
- Dateisysteme
  - VxFS – Veritas File System
  - dosfs – FAT-Dateisystem von DOS
  - cdfs – CD-ROM mit Rockridge-Erweiterungen und High Sierra/ISO9660
  - bfs – das Boot-Dateisystem
  - nfs – Network File System
  - nucfs – NetWare for Unix
  - s5 – das System-V-Dateisystem
- Netzwerk
  - TCP/IP, NFS, NIS
  - Netware Services
- Grafikumgebung
  - X11-Fenstersystem
  - OSF Motif
  - Common Desktop Environment (CDE)

### Editionen
Es werden momentan Lizenzen für unterschiedliche Editionen angeboten. Optionale Komponenten (z. B. Merge) oder zusätzliche Benutzer und mehr Speicher erfordern weitere Lizenzgebühren. Die vorher gültigen Beschränkungen hinsichtlich der maximalen Anzahl unterstützter logischer Prozessoren wurde 2008 für UnixWare 7.1.4 aufgehoben.
| EDITION                   | Small Business | Base | Business | Departmental | Enterprise | Datacenter |
| Benutzer                  | 1              | 1    | 10       | 25           | 50         | 150        |
| Prozessoren (alt)         | 1              | 1    | 4        | 4            | 6          | 8          |
| Prozessoren (2008)        | 32             | 32   | 32       | 32           | 32         | 32         |
| Arbeitsspeicher           | 1 GB           | 2 GB | 4 GB     | 8 GB         | 16 GB      | 32 GB      |
| Festplattenspiegelung     |                |      |          |              | X          | X          |
| Online Data Manager (ODM) |                |      |          |              | X          | X          |
| ------------------------- | -------------- | ---- | -------- | ------------ | ---------- | ---------- |

## Versionen
| Univel UnixWare 1   | Univel UnixWare 1                                       | Univel UnixWare 1  | Univel UnixWare 1                    |
| Version             | UNIX SVR                                                | Datum              | Editionen                            |
| ------------------- | ------------------------------------------------------- | ------------------ | ------------------------------------ |
| 1.0                 | SVR4.2v1                                                | November 1992      | Personal Edition, Application Server |
| Novell UnixWare 1.1 |                                                         |                    |                                      |
| Version             | UNIX SVR                                                | Datum              | Editionen                            |
| 1.1                 | SVR4.2v1.1                                              | März 1994          | Personal Edition, Application Server |
| 1.1.1               |                                                         | Juni 1994          |                                      |
| 1.1.2               |                                                         | 19. September 1994 |                                      |
| 1.1.3               |                                                         | 10. November 1995  |                                      |
| 1.1.4               |                                                         | 19. Juni 1995      |                                      |
| UnixWare 2          |                                                         |                    |                                      |
| Version             | SVR / Hersteller                                        | Datum              | Editionen                            |
| 2.0                 | SVR 4.2 MP / Novell                                     | 21. März 1995      |                                      |
| 2.0.1               |                                                         |                    |                                      |
| 2.0.2               |                                                         | 25. Juli 1995      |                                      |
| 2.0.3               |                                                         | 17. November 1995  |                                      |
| 2.1                 | SCO UnixWare 2                                          | 12. Februar 1996   |                                      |
| 2.1.1               |                                                         | November 1996      |                                      |
| 2.1.2               |                                                         | 7. April 1997      |                                      |
| 2.1.3               |                                                         | Mai 1998           |                                      |
| SCO UnixWare 7      |                                                         |                    |                                      |
| Version             | Produktname                                             | Datum              | Editionen                            |
| 7.0                 | Codename „Gemini“                                       | 11. März 1998      |                                      |
| 7.0.1               |                                                         | 3. September 1998  |                                      |
| 7.1                 |                                                         | März 1999          |                                      |
| 7.1.1               |                                                         | 2000               |                                      |
| 7.1.2               | Caldera Open UNIX 8                                     | 26. Juni 2001      |                                      |
| 7.1.3               | Codename „Borealis“ geplant als Caldera Open UNIX 8.0.1 | 27. August 2002    |                                      |
| 7.1.4               |                                                         | 11. Juni 2008      |                                      |
| Xinuos UnixWare 7   |                                                         |                    |                                      |
| Version             | Produktname                                             | Datum              | Editionen                            |
| 7.1.4+              | Xinuos UnixWare 7.1.4+                                  | 10. Juni 2013      |                                      |
| 7.1.4 Definitive    | Xinuos UnixWare 7 Definitive                            | 7. Dezember 2015   |                                      |